# Hardware
| 1. Scaner 2. CPU 3. RAM 4. Plăci de expansiune 5. Sursă de alimentare 6. Unitate optică 7. Disc dur 8. Placă de bază | 9. Boxe 10. Monitor 13. Tastatură 14. Mouse 15. UPS 16. Imprimantă |

Componentele hardware ale unui calculator personal modern:

Hardware-ul este partea fizică a unui sistem informatic, constituită din ansamblul de componente electrice, electronice și mecanice care împreună pot primi, prelucra, stoca și reda informații, sub diverse forme de semnale electrice, acustice sau optice, spre deosebire de software, care este partea logică — cea care comandă hardware-ul prin intermediul unor programe (aplicații, sisteme de operare și drivere) — și de datele asupra cărora operează respectivul sistem de calcul.
Termenul este un cuvânt englez care se pronunță aproximativ hard-uer și se traduce uzual cu echipament solid sau și cu articole de fierărie (de menaj).
Hardware este ansamblul elementelor fizice și tehnice cu ajutorul cărora datele se pot culege, verifica, prelucra, transmite, afișa și stoca, apoi suporturile de memorare (dispozitivele de stocare) a datelor, precum și echipamentele de calculator auxiliare — practic, toate componentele de calculatoare și rețele de calculatoare concrete, tangibile.

## Monitor
Monitorul este ansamblul de componente electronice și optoelectronice menite sa transforme un semnal grafic preluat de la placa grafică în imagine, care este redată pe un ecran monocrom sau color de diferite dimensiuni.

## Placă de bază
Placa de bază este componenta principală din interiorul carcasei. Este o placă mare de formă dreptunghiulară, cu circuite integrate si tranzistoare (componente active) care leagă direct sau prin intermediul sloturilor dedicate, celelalte părți ale computerului: microprocesor, chipset, memorie RAM, unități de disc (CD, DVD, hard disk etc.), precum și dispozitive periferice (tastatura, monitor, mouse, imprimanta etc.) conectate prin porturi sau sloturi de extindere.

## Microprocesor
Microprocesorul (prescurtat: CPU) este unitatea centrală de prelucrare care efectuează principalele operații matematice în sistem binar și este conectat la placa de bază prin intermediul unui soclu care face legătura între pinii terminali ai microprocesorului și pinii terminali ai plăcii de bază, totodată realizându-se și o fixare mecanică a microprocesorului. Datorită frecvenței ridicate de lucru (de ordinul sutelor sau miilor de MHz) și a unui trafic intens de date prelucrate la nivelul cipului din care este construit, se degajă o anumită cantitate de căldură, astfel încât, pentru evitarea supraîncălzirii, este necesară degajarea acesteia prin intermediul unui radiator și a unui ventilator care să asigure un anumit debit de aer, sau folosirea unui sistem de răcire cu lichid (apă). 

## Placă grafică
Placa grafică (sau placa video) se ocupă de prelucrarea informației grafice și de conversia în semnale electrice în vederea transmiterii și afișării prin intermediul unui monitor video. La baza prelucrării informației grafice stă procesorul grafic (unitatea de prelucrare grafică, GPU), specializat în prelucrarea informațiilor grafice. În numeroase cazuri este necesara răcirea pasivă a procesorului grafic (cu ajutorul unui radiator) sau răcirea activă (radiator cu ventilator). Placa grafică se poate găsi integrată în cadrul plăcii de bază sau poate fi conectată prin intermediul unui slot (dedicat AGP sau universal PCI-e) la placa de bază.

## Sloturi
Sloturile sunt elementele de conexiune ale diverselor plăci sau dispozitive pentru exinderea, dezvoltarea sau mărirea performanțelor unui sistem hardware. Peripheral Component Interconnect Express cu abrevierea oficiala PCI-e este cel mai folosit tip de slot și a fost creat în anul 2004 de către Intel, Dell, HP, IBM, iar ca sloturi folosite pe o scară largă înainte de PCI-e se pot aminti AGP, PCI, PCI-X.

## Unitate optică
Este unitatea de citire sau scriere a datelor de tip fișier de pe un suport fizic de forma unui disc (CD, DVD sau Blue Ray Disk) cu ajutorul unui dispozitiv optic LASER. Unitatea optică se conectează la placa de baz printr-un cablu de date (ATA sau S-ATA) și este recunoscută de majoritatea sistemelor BIOS, astfel încât poate fi folosită la instalarea inițială a unui sistem de operare (Windows, Linux etc.)